# Stefan Aigner
Stefan Aigner (sinh ngày 20 tháng 8 năm 1987) là một cầu thủ bóng đá người Đức thi đấu ở vị trí tiền vệ cho Colorado Rapids ở Major League Soccer.